# Трети май 1808 година в Мадрид
„Трети май 1808 година в Мадрид“ (на испански: El tres de mayo de 1808 en Madrid), известна и като „Разстрел на въстаници в нощта на 3 май 1808 година“, е картина на испанския художник Франсиско Гоя, нарисувана през 1814 г. и изложена в мадридския музей Прадо.
Сюжетът на картината е исторически и свързан с началото на освободителната борба на испанците срещу френските окупационни сили на френския император Наполеон Бонапарт. Изобразява сцената на разстрела на въстаници от френски войници през нощта на 3 май 1808 г.
Испанските въстаници и френските войници са изобразени от Гоя като 2 противостоящи си групи: няколко мадридски бунтовника без оръжие и редица войници с вдигнати за стрелба оръжия (пушки). Лицата и позите на испанците са описани от Гоя доста ясно (патриотизъм, ярост, безстрашие) докато в същото време френските войници са изобразени бегло и се сливат в безлика маса.